# 尉遅熾繁
尉遅 熾繁（うっち しはん、566年 - 595年）は、中国の北周の宣帝の皇后のひとり。尉遅迥の孫娘。本貫は代郡。

## 経歴
尉遅順の娘として生まれた。はじめ杞国公宇文亮の子の西陽公宇文温にとついだ。宗婦として入朝したさいに、宣帝に手籠めにされて寵愛を受けた。宇文亮が叛乱を計画し、宇文温が処刑されると、熾繁は宮中に入り、長貴妃となった。580年3月、天左大皇后に立てられた。5月、宣帝が死去すると、出家して尼となり、華首と改名した。595年、30歳で死去した。
なお、同じく尉遅迥の孫娘として、謀反人の親族であるため後宮の奴婢となり、後に隋の文帝に寵愛された女性がおり、同一の人物である可能性が指摘されている。この女性は独孤皇后に殺害された。

## 伝記資料
- 『周書』巻九 列伝第一 皇后
- 『北史』巻十四 列伝第二 后妃下